# Traffico di minorenni
Per traffico di minorenni si intende il reclutamento, il trasporto, il trasferimento, l'alloggio o l'accoglienza di un bambino o di una bambina ai fini di sfruttamento. Si tratta di un caso particolare di traffico di esseri umani regolato dal protocolli di Palermo.
Secondo la legislazione internazionale nel caso di traffico di minori non è necessario provare l'impiego di mezzi illeciti, come l'utilizzazione della forza o la frode, ed è irrilevante il fatto che il minore abbia acconsentito o meno al suo trasferimento.
Ai minori vittime del traffico devono essere garantite tutte le forme di protezione speciale definite dalle convenzioni internazionali, come la Convenzione Internazionale sui Diritti dell'Infanzia.
Nonostante diverse informazioni pubblicate dagli organi di stampa, non esistono statistiche attendibili sull'entità del problema.

## Definizione
Il primo grande strumento internazionale che affronta il traffico di bambini fa parte dei protocolli della Convenzione delle Nazioni Unite contro la criminalità organizzata transnazionale, intitolati Protocollo per prevenire, reprimere e punire la tratta di persone, in particolare donne e bambini. L’articolo 3(a) di questo documento definisce la tratta di bambini come il “reclutamento, trasporto, trasferimento, l’ospitare e/o accogliere” un bambino a scopo di sfruttamento. La definizione di tratta di minori qui fornita si applica solo ai casi di tratta che sono transnazionali e/o coinvolgono gruppi criminali organizzati; Ciononostante, la tratta di bambini viene oggi generalmente riconosciuta ben al di fuori di questi parametri. L’ILO amplia questa definizione affermando che lo spostamento e lo sfruttamento sono aspetti chiave della tratta di bambini. La definizione di "bambino" utilizzata qui è quella elencata nella Convenzione delle Nazioni Unite sui diritti dell'infanzia del 1989 che afferma: "bambino significa ogni essere umano di età inferiore a 18 anni, a meno che, secondo la legge applicabile al bambino, la maggiore età si raggiunga prima." La distinzione delineata in questa definizione è importante, perché alcuni paesi hanno scelto di fissare la "maggiore età" a un valore inferiore a 18 anni, influenzando così ciò che costituisce esattamente dal punto di vista legale la tratta di minori.

## Tipi di traffico di bambini
L'uso previsto o effettivo del bambino dopo la vendita non è sempre noto.

### Lavoro forzato

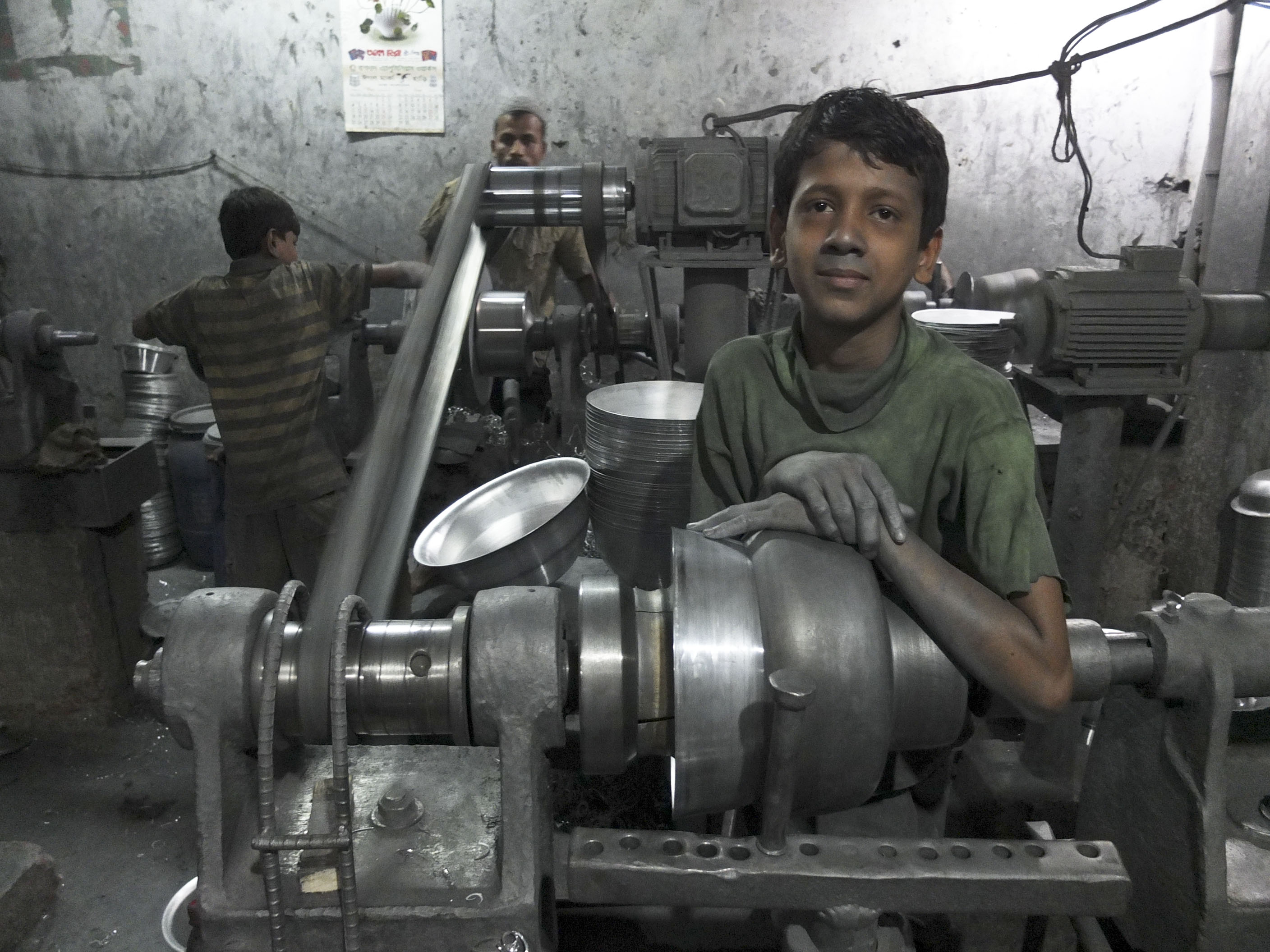
Un bambino lavoratore a Dacca, nel Bangladesh

L’obiettivo della tratta dei bambini è spesso il lavoro minorile forzato. L’UNICEF stima che, nel 2011, 150 milioni di bambini di età compresa tra 5 e 14 anni nei paesi in via di sviluppo siano stati coinvolti nel lavoro minorile. Inoltre, l'UNICEF affermò che almeno 100 milioni di bambini fossero ancora costretti a lavorare nel 2020. All'interno di questo numero, l'ILO riferisce che il 60% dei bambini lavoratori si trova nel settore agricolo. Uno studio comparativo tra i tassi di lavoro minorile domestico nelle regioni urbane e rurali dell’Africa subsahariana rivela che l’84,3% dei bambini lavoratori si trova nel settore rurale. In queste regioni, il 99,8% dei bambini dai cinque ai quattordici anni sono coinvolti nel lavoro minorile per qualche forma di attività economica. L'ILO stima inoltre che 115 milioni di bambini siano impegnati in lavori pericolosi, come il sesso o il traffico di droga. Nel complesso, il lavoro minorile può assumere molte forme, tra cui la servitù domestica, il lavoro nell’agricoltura, nei servizi e nelle industrie manifatturiere. Inoltre, secondo diversi ricercatori, la maggior parte dei bambini è costretta a lavorare a basso costo e lavora in case, fattorie, fabbriche, ristoranti e bar. I bambini rappresentano manodopera a basso costo e inoltre sono in grado di svolgere lavori che gli adulti non possono fare a causa delle loro dimensioni. Un esempio di ciò è l’industria della pesca in Ghana. I bambini riescono a liberare più facilmente i pesci dalle reti grazie alle loro mani piccole. Pertanto i loro servizi sono molto richiesti e il lavoro minorile rimane una conseguenza attuale della tratta di bambini.
I bambini vittime della tratta possono essere sfruttati sessualmente, utilizzati nelle forze armate, nel traffico di droga e nell’accattonaggio minorile. In termini di tendenze globali, l’ILO stima che nel periodo 2004-2008 si sia verificata una riduzione del 3% nell’incidenza del lavoro minorile; ciò è in contrasto con un precedente rapporto dell'ILO che rilevava che nel 2000-2004 c'era stata una riduzione del 10%. L’ILO sostiene che, a livello globale, il lavoro minorile sta lentamente diminuendo, tranne che nell’Africa subsahariana, dove il numero di bambini lavoratori è rimasto relativamente costante: 1 bambino su 4 di età compresa tra 5 e 17 anni lavora in questa regione. Nel 2018 l’UNICEF ha riferito che il 31% del lavoro minorile totale si trova in Africa occidentale. In questa regione, circa il 16% dei bambini tra i sei e i quattordici anni lavora. Il rapporto rileva inoltre che il 43% del lavoro minorile nell’Africa subsahariana è dovuto alla migrazione e alla tratta di bambini. Un’altra importante tendenza globale riguarda il numero di bambini lavoratori nella fascia di età 15-17 anni: negli ultimi cinque anni è stato segnalato un aumento del 20% nel numero di questi bambini lavoratori. Un esempio sorprendente si è verificato negli Stati Uniti quando McCabe indica che negli anni '90 grandi aziende come Gap e Nike utilizzavano "fabbriche sfruttatrici" industriali che sfruttavano bambini vittime della tratta per realizzare i prodotti desiderati. Dopo ulteriori indagini sullo scandalo del lavoro minorile, sono state scoperte le pericolose condizioni di lavoro nelle fabbriche della società GAP. I bambini lavoravano in fabbriche mal gestite e pericolose, erano vittime di abusi e venivano pagati molto al di sotto del salario minimo. Negli anni che seguirono scandali simili si verificarono in altre parti dell’Asia e dell’Africa.
Rispondendo a questi casi, nel 2011 i membri del Segretario generale delle Nazioni Unite hanno tentato di ridurre il numero di violazioni all'interno dei sistemi aziendali implementando il quadro delle Nazioni Unite "Protect, Respect and Remedy", un rapporto che stabilisce i principi guida sulle società transnazionali e altre imprese commerciali e diritti umani. Approvato nella Risoluzione 17/4 dal Consiglio per i Diritti Umani il 16 giugno 2011, il rapporto delinea tre principi fondamentali. 1) L'obbligo esistente dello Stato di rispettare, proteggere e realizzare i diritti umani e le libertà fondamentali, 2) il ruolo delle imprese commerciali come organi specializzati della società che svolgono funzioni specializzate, tenuti a rispettare tutte le leggi applicabili e a rispettare i diritti umani, e 3) la necessità che i diritti e gli obblighi siano abbinati a rimedi adeguati ed efficaci in caso di violazione. La risoluzione ha tentato di stabilire una comprensione universale delle condizioni di lavoro adeguate e ha stabilito sanzioni per quelle aziende che violano i principi guida. Inoltre, sono state rivelate ricerche sulle conseguenze durature per i lavoratori i cui diritti sono stati violati. Eppure nel 2018 si è scoperto che ancora 218 milioni di bambini lavorano a tempo pieno, molti dei quali sono assunti dai proprietari delle fabbriche per abbassare i costi di produzione.

### Sfruttamento sessuale

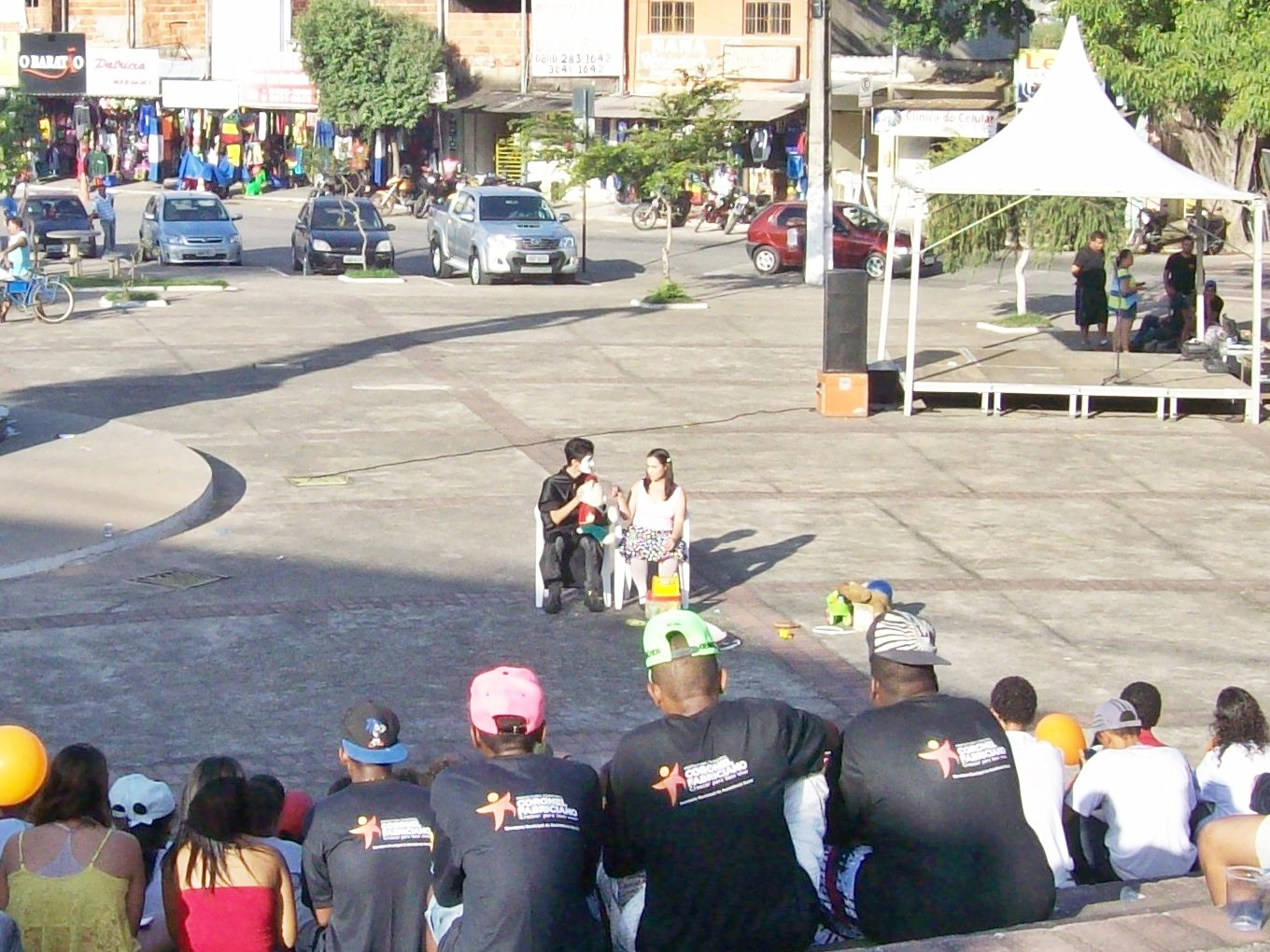
Spettacolo sulla violenza sessuale contro i bambini a Coronel Fabriciano, Brasile

Il Protocollo facoltativo sulla vendita di bambini, la prostituzione infantile e la pornografia infantile è un protocollo della Convenzione sui diritti dell'infanzia, adottato formalmente dalle Nazioni Unite nel 2000. In sostanza, questo protocollo impone formalmente agli Stati di vietare la vendita di bambini, la prostituzione minorile e la pornografia infantile. Secondo l'ILO, lo sfruttamento sessuale dei bambini comprende tutte le seguenti pratiche e attività:
- "L'utilizzo di ragazze e ragazzi in attività sessuali remunerate in denaro o in natura (comunemente noto come prostituzione minorile) per strada o al chiuso, in luoghi come bordelli, discoteche, centri massaggi, bar, alberghi, ristoranti, ecc."
- "La tratta di ragazze, ragazzi e adolescenti a scopo sessuale"
- "Turismo sessuale minorile"
- "La produzione, promozione e distribuzione di materiale pornografico che coinvolge bambini"
- "L'uso dei bambini negli spettacoli sessuali (pubblici o privati)"

Sebbene misurare la portata di questa pratica sia difficile a causa della sua natura criminale e segreta, l'ILO stima che ci siano almeno 1,8 milioni di bambini vittime di tratta sessuale in tutto il mondo, mentre il Rapporto 2006 dell'UNICEF sulla condizione dell'infanzia nel mondo riporta che questo numero è di 2 milioni. L'ILO ha scoperto che le ragazze coinvolte in altre forme di lavoro minorile, come il servizio domestico o la vendita ambulante, corrono il rischio più elevato di essere coinvolte nel traffico sessuale minorile a fini commerciali. Allo stesso modo, Kendall e Funk giustificano come "le ragazze di età pari o inferiore a 12 anni siano malleabili e più facilmente addestrate ai loro potenziali ruoli di prostitute, e perché la verginità è molto apprezzata da alcuni consumatori disposti a pagare un premio". Diverse fonti, tra cui l'ILO e gli studiosi Erin Kunze e DM Hughes, sostengono inoltre che l'aumento dell'uso e della disponibilità di Internet è servito come una risorsa importante per i trafficanti, aumentando in definitiva l'incidenza del traffico sessuale di minori. Infatti, nel 2009, lo sceriffo dell'Illinois Thomas J. Dart ha citato in giudizio i proprietari di Craigslist, un popolare sito di annunci online, per la loro "indennità" e "facilitazione" della prostituzione, in particolare infantile. In risposta alla pressione pubblica e legale, Craigslist ha bloccato tutti gli accessi alla sua sezione "Servizi per adulti".

### Bambini nelle forze armate

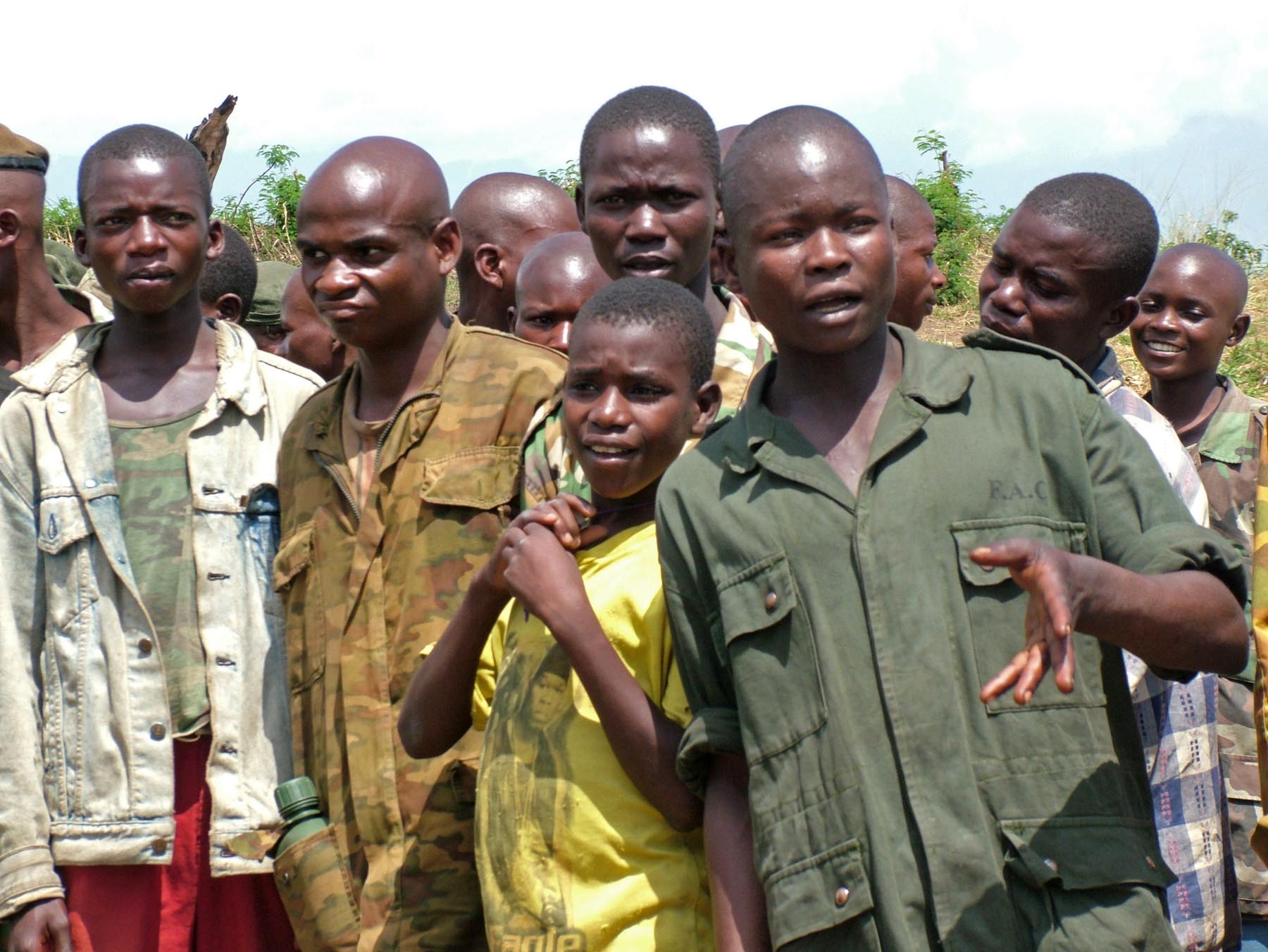
Un gruppo di bambini soldato smobilitati nella Repubblica Democratica del Congo

Il Protocollo opzionale sul coinvolgimento dei bambini nei conflitti armati è un protocollo della Convenzione sui diritti dell'infanzia, adottato formalmente dalle Nazioni Unite nel 2000. In sostanza, il protocollo afferma che mentre i volontari di età inferiore ai 18 anni possono volontariamente entrare nelle forze armate, non possono essere arruolati. Come si legge nel protocollo, "Gli Stati parti devono adottare tutte le misure possibili per garantire che i membri delle loro forze armate che non abbiano raggiunto l'età di 18 anni non prendano parte diretta alle ostilità". Nonostante ciò, l'ILO stima che "decine di migliaia" di ragazze e ragazzi siano attualmente arruolati con la forza nelle forze armate in almeno 17 paesi in tutto il mondo. I bambini arruolati nelle forze armate possono quindi essere utilizzati in tre modi distinti:
- Ruoli diretti nelle ostilità (ruoli di combattimento)
- Ruoli di supporto (come messaggeri o spie)
- Per vantaggio politico (ad esempio per scopi di propaganda)

Una ricerca condotta dalla Child Soldiers International ha inoltre rilevato che le ragazze soldato devono essere riconosciute in modo univoco, in quanto sono particolarmente vulnerabili ad atti di violenza sessuale. L’incidenza dei bambini soldato è stata al centro del movimento Kony 2012, che mirava ad arrestare Joseph Kony, un criminale di guerra ugandese responsabile del traffico di migliaia di bambini soldato e schiavi del sesso.

### Bambini nel traffico di droga
I bambini vengono utilizzati anche nel traffico di droga in tutte le regioni del mondo. Nello specifico, i bambini sono spesso vittime della tratta e sfruttati come corrieri o spacciatori di droga, e poi "pagati" in droga, in modo tale da diventare dipendenti e intrappolati ulteriormente nel giro malavitoso. A causa della natura illecita del traffico di droga, i minori arrestati vengono spesso trattati come criminali, quando in realtà sono spesso loro che necessitano di assistenza legale. Sebbene non siano note statistiche globali complete sulla prevalenza di questa pratica, sono stati condotti numerosi studi regionali utili. Ad esempio, l’ILO ha indagato sull’uso dei bambini afghani nel traffico di eroina e sul coinvolgimento dei bambini nel traffico di droga in Brasile. Lo studioso Luke Dowdney ha effettuato ricerche specifiche sui bambini coinvolti nel traffico di droga a Rio de Janeiro e ha scoperto che corrono un rischio significativamente più elevato di essere coinvolti in violenze, in particolare in omicidi.

### Adozione
I bambini possono essere vittime della tratta a fini di adozione, in particolare quella internazionale. Provengono da orfanotrofi o vengono rapiti, oppure i genitori possono essere ingannati, blanditi o costretti a rinunciare alla custodia.

### Ricerca medica
Spesso è difficile reclutare casi pediatrici per gli studi di tossicità di fase 1 di farmaci sperimentali. Poiché gli adottati internazionali sono vulnerabili e poiché il personale medico ha autorità sui tutori legali, la facilitazione dell’adozione internazionale per traffico efficace di bambini per l’iscrizione a studi clinici farmaceutici è una pratica di molte università di ricerca medica.
Agenzie di adozione internazionali poco affidabili organizzano quindi adozioni internazionali, addebitando commissioni elevate ai potenziali genitori adottivi. La Convenzione dell'Aia sulla protezione dei bambini e la cooperazione in materia di adozione internazionale è un accordo internazionale progettato per proteggere i bambini da tale sfruttamento e per aiutare a prevenire tali adozioni internazionali illegali.

### Accattonaggio

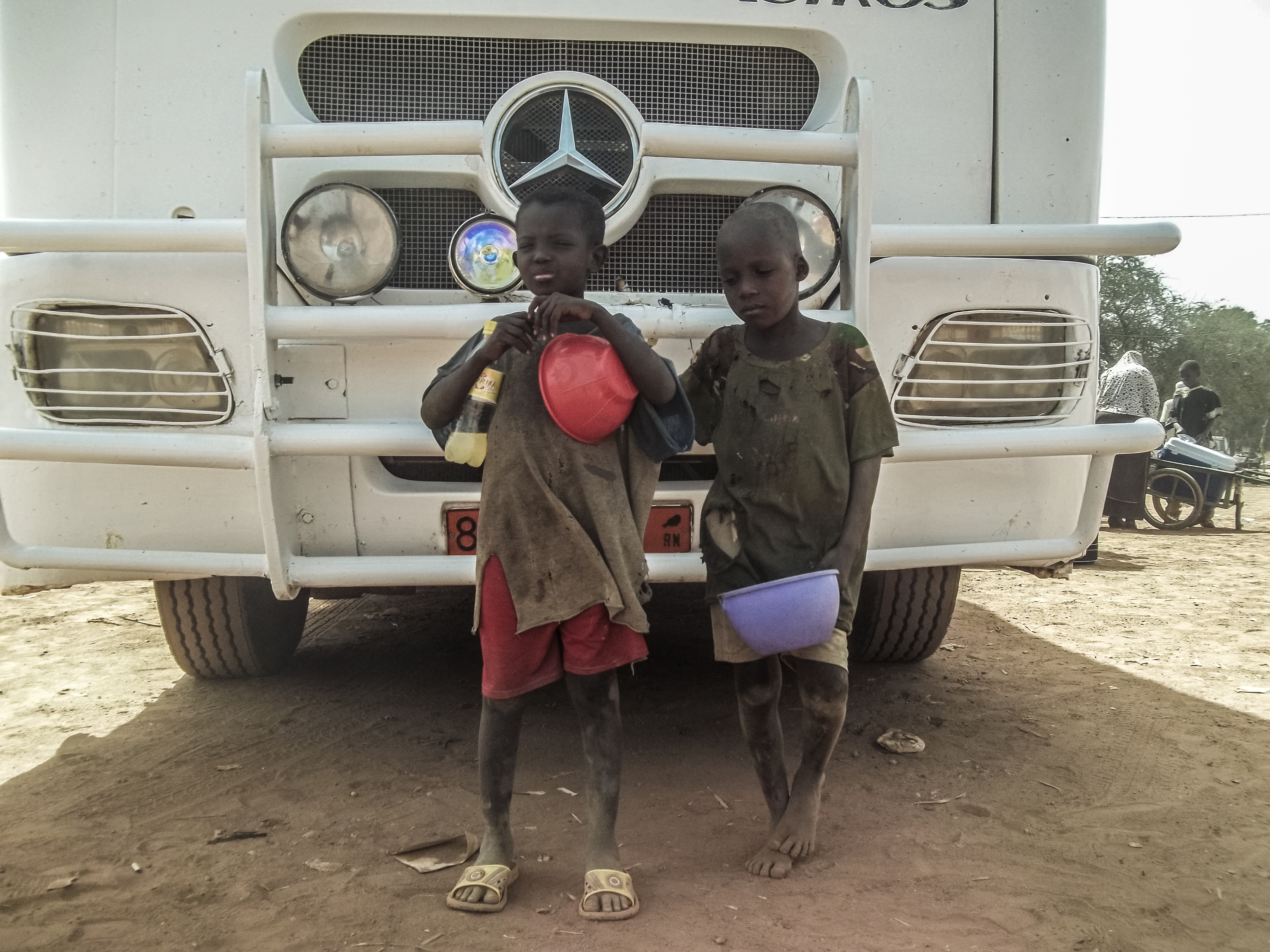
Bambini mendicanti forzati in Niger

L'accattonaggio forzato dei bambini è un tipo di accattonaggio in cui ragazzi e ragazze di età inferiore ai diciotto anni sono costretti a mendicare attraverso la coercizione psicologica e fisica. L'accattonaggio è definito dalla Buffalo Human Rights Law Review come "l'attività di chiedere denaro a titolo di beneficenza per strada". Esistono prove che suggeriscono che l'accattonaggio forzato è un settore in cui vengono trafficati i bambini, con un recente studio dell'UNICEF che riporta che il 13% delle vittime della tratta nell'Europa sudorientale sono state vittime della tratta a scopo di accattonaggio forzato. Il protocollo delle Nazioni Unite afferma che "il reclutamento, il trasporto, il trasferimento, l'ospitare o accogliere un bambino a scopo di sfruttamento è considerato 'tratta di persone' anche se ciò non implica nessuno dei mezzi di cui al comma (a) del presente articolo." Con questa definizione il trasporto di un bambino in un centro urbano a fini di accattonaggio costituisce tratta indipendentemente dal fatto che questo processo sia stato imposto da un terzo o da un familiare. La gravità di questa forma di tratta sta iniziando a ottenere un riconoscimento globale, con l’Organizzazione internazionale per le migrazioni (IOM), l’Unione europea, l’ILO e le Nazioni Unite, tra gli altri, che iniziano a sottolinearne la pertinenza. La Dichiarazione di Bruxelles dell'Unione Europea sulla prevenzione e la lotta alla tratta include l'accattonaggio infantile come una forma di tratta, affermando che "la tratta di esseri umani è un fenomeno ripugnante e preoccupante che comporta lo sfruttamento sessuale coercitivo, lo sfruttamento lavorativo in condizioni simili alla schiavitù, lo sfruttamento nell'accattonaggio e la delinquenza giovanile così come la servitù domestica." Questa questione è particolarmente difficile da regolamentare dato che l'accattonaggio forzato è spesso imposto dai membri della famiglia, con il potere genitoriale esercitato sul bambino per garantire che l'accattonaggio venga effettuato.

#### Dati demografici
Per definizione l'accattonaggio infantile avviene tra le persone di età inferiore ai diciotto anni, sebbene l'UNICEF abbia riscontrato che l'accattonaggio forzato esiste tra bambini di appena due anni. Incidenze di questa pratica sono state registrate dalla Banca Mondiale in Asia centrale e meridionale, Europa, America Latina, Caraibi, Medio Oriente e Africa occidentale.
La maggior parte delle ricerche, come gli studi condotti dall'UNICEF, suggeriscono che i ragazzi hanno molte più probabilità delle ragazze di essere vittime della tratta a scopo di accattonaggio; gli esperti presumono che ciò sia dovuto alla maggiore presenza femminile nella tratta a scopo di sfruttamento sessuale. In Albania, dove l’accattonaggio forzato è una pratica comune, il settanta per cento delle vittime sono maschi.
Sebbene sia difficile determinare cifre concrete, l’ILO ha riferito che ci sono almeno 600.000 bambini coinvolti nell’accattonaggio forzato. Il problema potrebbe essere molto più vasto, tuttavia, poiché il Ministero cinese degli Affari civili ha riferito che ben 1,5 milioni di bambini sono costretti a chiedere l'elemosina. Inoltre, uno studio condotto in Senegal da Human Rights Watch ha previsto che un minimo di 50.000 bambini all'interno del paese e nelle nazioni vicine sono stati trafficati a scopo di accattonaggio. Esso è spesso la principale fonte di reddito per i bambini di strada in diversi paesi; uno studio attuale condotto dall’UNICEF ha rilevato che il 45,7% dei bambini che lavorano nelle strade dello Zimbabwe sono impegnati nell’accattonaggio, sebbene non vi sia modo di sapere se ciò avviene con coercizione.
È stato riscontrato che reti di bande che comportano l'accattonaggio forzato si verificano in popolazioni di 500 o più persone.

#### Motivazioni

##### Fattori economici
L’accattonaggio forzato è una pratica redditizia in cui gli sfruttatori sono motivati da incentivi economici. Le strutture aziendali delle principali reti di bambini trafficati a scopo di accattonaggio sono state esaminate come paragonabili a quelle di un'impresa di medie dimensioni. Nei casi più gravi, le reti di bambini costretti a mendicare possono fruttare ai profittatori dai 30 ai 40.000 dollari. Sebbene le reti familiari non siano altrettanto estese, uno studio condotto in Albania ha dimostrato che una famiglia con più figli che chiedono l’elemosina può guadagnare fino a quindici euro al giorno, una cifra superiore allo stipendio medio nazionale degli insegnanti. Anti-Slavery International afferma che, poiché questo reddito è relativamente elevato, molte famiglie ritengono che sia la migliore opzione disponibile data la mancanza di capacità esistenti. La deprivazione di capacità, ovvero l’assenza sistematica di risorse adeguate che servano a facilitare le opportunità, può spiegare le pratiche di accattonaggio intergenerazionali all’interno delle famiglie. Gli studi dell'UNICEF hanno rilevato che l'accattonaggio è particolarmente diffuso tra le famiglie in cui i genitori sono in qualche modo inabili, portando i bambini ad essere gli unici fornitori.
Una componente necessaria della lotta contro la tratta di bambini in Africa è l’aumento delle risorse tra le comunità povere. Molte famiglie hanno perso la capacità di prendersi cura dei propri figli, quindi sentono di doverli collocare in strutture di accoglienza, il che spesso porta al traffico di questi bambini. Secondo Addo, prima dell'implementazione delle strutture di assistenza istituzionale nell'Africa subsahariana, le famiglie praticavano l'affidamento di parentela per prendersi cura reciproca dei figli in caso di povertà estrema e orfanotrofio. In epoca moderna, molti paesi africani stanno attraversando un processo di sviluppo comunitario per fornire risorse alla famiglia allargata di bambini orfani affinché possano prendersi cura di loro (Addo). Nel suo articolo sul traffico di esseri umani in Africa, Blessing racconta la storia di bambini nella Repubblica Democratica del Congo i cui genitori poveri li mandarono in un campo pubblicizzato come luogo libero in cui i bambini potevano trascorrere le vacanze. In realtà non esisteva alcun campo e tutti questi bambini venivano risucchiati nel traffico di esseri umani. Nonostante i loro migliori sforzi, i genitori di questi bambini non sono riusciti a ritrovarli per due anni a causa della mancanza di risorse. Una volta ritrovati i bambini, i genitori si ritrovarono nel bel mezzo di una battaglia legale per la custodia dei figli (Blessing). Il traffico di bambini in aree dell’Africa come la Repubblica Democratica del Congo verrebbe drasticamente ridotto con l’aumento delle risorse a disposizione dei loro genitori per potersi garantire una vita migliore e sfuggire alla povertà.
Un aumento delle forze dell’ordine è un altro fattore importante nel lavorare verso la riduzione del traffico di orfanotrofi. “Secondo il diritto internazionale dei diritti umani, l’obbligo di proteggere le vittime della tratta di esseri umani deriva dal dovere generale di garantire, assicurare o ripristinare i diritti nonché di fornire rimedi” (Obokata 542). Nel suo libro intitolato The African Court of Justice and Human Peoples, Obokata spiega come le forze dell'ordine dovrebbero gestire le situazioni di tratta basate sui diritti umani comunemente accettati. Spesso i governi dei paesi in via di sviluppo sono lenti nell'intervenire nei casi di tratta di esseri umani perché il sistema avvantaggia l'economia di quel paese. Secondo Van Doore, “Il principale indicatore del traffico di esseri umani è la corruzione governativa” (Van Doore 79). I governi hanno la responsabilità di garantire che gli standard minimi di assistenza residenziale siano soddisfatti dalle strutture di assistenza residenziale che includono licenze governative, ma molti scelgono di essere troppo indulgenti riguardo a questi standard, con il risultato di condizioni di vita non sicure create dall’industria del traffico di esseri umani che hanno saturato numerosi orfanotrofi nell’Africa subsahariana.
L’ultimo elemento essenziale per sradicare il traffico negli orfanotrofi è la restrizione del volontariato. Come definito da Pippa Biddle, il volontariato è il lavoro volontario svolto da uno straniero in un paese in via di sviluppo per un breve periodo di tempo con la presunzione di risultati positivi (Biddle 46). Il volontariato è generalmente svolto da volontari ben intenzionati provenienti da paesi ricchi e prevalentemente bianchi, ma può creare condizioni di vita altamente instabili e pericolose per i bambini orfani. I volontari vivono e lavorano nello stesso spazio di questi bambini piccoli, ma non sono richiesti controlli sui precedenti (Biddle 134). La maggior parte dei finanziamenti per il traffico di orfanotrofi proviene da volontariato, viaggi di missione e donazioni private, quindi i bambini vengono trafficati negli orfanotrofi per riempire lo spazio e creare un ambiente di volontariato perfetto per mantenere i finanziamenti. La realtà scioccante è che questi bambini guadagnano a malapena un centesimo di tutto il denaro loro donato. Gli orfanotrofi nigeriani sono stati collegati a fabbriche di bambini dove le donne vittime di tratta vengono detenute, violentate e costrette a partorire un bambino allo scopo di venderlo all’industria del traffico degli “Orfanotrofi”.

##### Fattori politici
Secondo la Banca Mondiale l'accattonaggio forzato è più diffuso in Medio Oriente e nei paesi dell'Africa occidentale, dove le leggi che vietano l'accattonaggio sono scarse e la pesante regolamentazione del traffico è assente. Nello Zimbabwe, dove l’accattonaggio infantile è particolarmente diffuso, le Nazioni Unite hanno segnalato molte contraddizioni tra il Labor Act dello Zimbabwe e la Convenzione delle Nazioni Unite sui diritti dell’infanzia. Molte nazioni, come l'Indonesia, hanno leggi contro l'accattonaggio ma le ripercussioni di ciò comportano la detenzione temporanea e l'eventuale rilascio di nuovo nelle strade, il che fa ben poco per combattere il problema.

##### Fattori culturali
Ci sono diversi fattori culturali che supportano l’accattonaggio. In Europa l’accattonaggio è presente in numerose culture minoritarie, particolarmente diffuso tra le comunità rom e nomadi. In Turchia le reti familiari di mendicanti sono state documentate attraverso tre generazioni, rendendole profondamente radicate nei loro schemi di sopravvivenza. È importante notare che, sebbene queste possano essere pratiche culturalmente radicate, l’accattonaggio minorile attraverso la pressione familiare rientra ancora nell’ambito dell’accattonaggio forzato. Il trasporto di bambini, anche propri, a scopo di sfruttamento attraverso l'accattonaggio è una forma di tratta delineata dalle Nazioni Unite.
Un'altra pratica culturale è la risoluzione dei debiti familiari attraverso il rapimento e lo sfruttamento di uno dei figli.

#### Abusi generali
L’UNICEF ha scoperto che i bambini costretti a mendicare da terzi vengono spesso allontanati dalle loro famiglie, cedono la maggior parte del loro reddito allo sfruttatore, sopportano condizioni di lavoro e di vita non sicure e talvolta vengono mutilati per aumentare i profitti. Il processo di mutilazione, reso popolare dal film The Millionaire, è comune dato che secondo la Buffalo Human Rights Law Review i bambini con apparenti bisogni speciali (ciechi, mutilati, eccetera) spesso guadagnano fino a tre volte di più degli altri bambini sani che mendicano. Oltre alle inflizioni come la cecità e la perdita degli arti, altri abusi fisici allo scopo di aumentare i profitti includono versare peperoncino sulla lingua di un bambino per dare l'impressione di un impedimento nel parlare, l'uso dell'oppio per suscitare grida e la somministrazione di iniezioni forzate di farmaci che aumenteranno l'energia e la prontezza del bambino. Testimonianze contro i leader delle bande di trafficanti hanno discusso la detenzione di individui in piccole celle prive di cibo, acqua e luce per rendere le vittime deboli e doloranti, e quindi più propense a sollecitare donazioni.
Le condizioni in cui avviene l’accattonaggio espongono comunemente i bambini a ulteriori abusi fisici e verbali, compresa la vittimizzazione sessuale e la brutalità della polizia. Una ricerca completata da Human Rights Watch ha rivelato che una volta terminate le ore di elemosina per la giornata, i bambini spesso non hanno un alloggio adeguato, cibo adeguato o accesso all'assistenza sanitaria nel luogo in cui risiedono. Inoltre, molte delle bande che gestiscono reti di accattonaggio forzato hanno un forte coinvolgimento nella droga, quindi i bambini sotto il loro controllo vengono spesso trasformati in tossicodipendenti per diventare ulteriormente dipendenti dai loro sfruttatori.

#### Implicazioni a lungo termine
Gli studi hanno dimostrato che i bambini costretti a mendicare ricevono principalmente poca o nessuna istruzione, con più di sedici ore al giorno dedicate al tempo trascorso in strada. Poiché l'istruzione è un metodo efficace per sfuggire alla povertà, è stato dimostrato che i bambini mendicanti si impegnano in un processo ciclico per continuare questa pratica a livello intergenerazionale. Le interviste condotte dall'UNICEF mostrano che i bambini che mendicano hanno poche speranze per il futuro e non credono che le loro circostanze miglioreranno. I bambini che lavorano per strada in genere hanno poca o nessuna conoscenza dei loro diritti, il che li rende particolarmente suscettibili allo sfruttamento sia da giovani che poi da adulti. Secondo l'UNICEF, i bambini che mendicano hanno anche casi molto più elevati di infezione da HIV a causa della mancanza di consapevolezza e supervisione nelle strade.

#### Soluzioni

##### Azione internazionale
Un approccio incentrato sui diritti umani nella lotta alla tratta è riconosciuto a livello internazionale come la migliore strategia possibile per affrontare questo problema, concentrandosi sulla punizione dello sfruttatore e sulla riabilitazione del bambino. Alcuni paesi che enfatizzano questo metodo includono gli Stati Uniti, con il Victims of Trafficking and Violence Protection Act del 2000 che afferma che "le vittime di forme gravi di traffico non dovrebbero essere incarcerate, multate o altrimenti penalizzate in modo inappropriato esclusivamente per atti illeciti commessi come una conseguenza diretta della tratta."
Altri metodi supportati, come quelli delineati dal Buffalo Human Rights Center, includono il ricorso a tre P: protezione, perseguimento penale e prevenzione. La protezione inizia con l’applicazione di misure rigorose in materia sia di tratta che di accattonaggio. Per molte nazioni il primo passo è la criminalizzazione dell’accattonaggio e della tratta. Il procedimento giudiziario dovrebbe essere istituito sotto forma di maggiori conseguenze legali per i trafficanti, con punizioni focalizzate sullo sfruttatore piuttosto che sullo sfruttato. Ciò diventa difficile per quanto riguarda le vittime della tratta familiare, considerando che ciò richiederebbe cambiamenti nella collocazione dell'assistenza e un rigoroso monitoraggio del benessere di ciascun bambino sfollato. Molte organizzazioni affermano che la prevenzione inizia con lo scoraggiamento delle donazioni e il miglioramento dei servizi in modo che i bambini, e le famiglie nel loro insieme, abbiano maggiori capacità. Sebbene ben intenzionati, dando soldi ai bambini mendicanti, gli individui non fanno altro che rendere questa pratica più redditizia, e presto questi fondi finiscono nelle mani di chi abusa del bambino.

##### Risposta del governo

###### Senegal

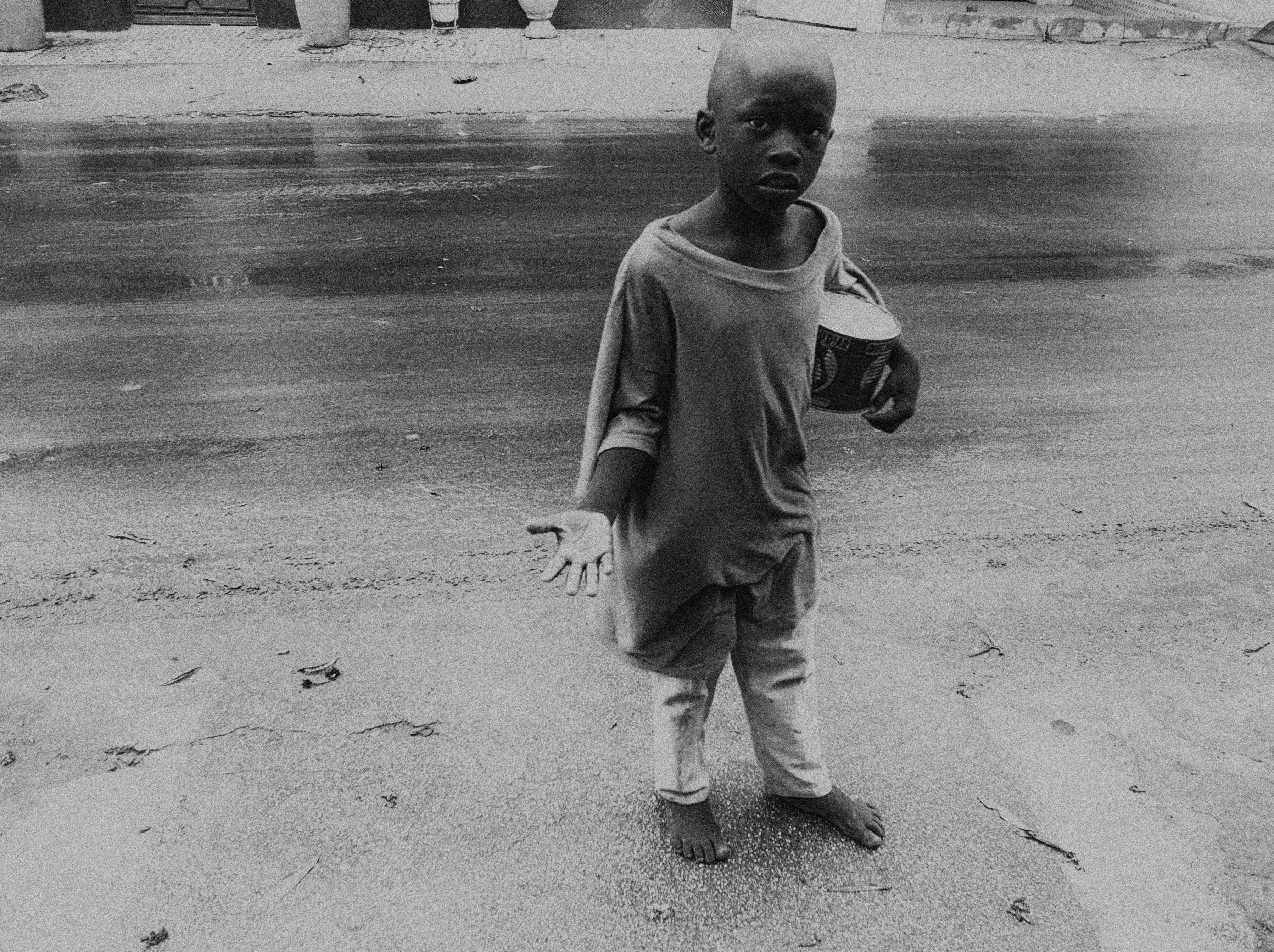
Un bambino talibé che chiede l'elemosina

In Senegal, dove gli abusi contro i talibé (ossia i bambini che studiano il Corano in una delle daara, le scuole coraniche tradizionali) sono molto diffusi, sono state adottate diverse iniziative con l'aiuto della Banca Mondiale per porre fine a questo sfruttamento. In primo luogo, c’è un intervento a livello comunitario con l’educazione sulla validità di alcune di queste istituzioni coraniche fornita ai villaggi rurali che tipicamente vi mandano i loro figli. A ciò si aggiunge una migliore regolamentazione delle scuole all’interno della nazione per garantire che rimangano luoghi di istruzione, seguita da una maggiore applicazione delle leggi preesistenti che vietano la tratta e lo sfruttamento dell’accattonaggio. Infine, con l’aiuto delle organizzazioni della società civile, sono stati forniti servizi di riabilitazione ai bambini recuperati per fornire le capacità che sono state loro negate.
La Piattaforma per la promozione e la protezione dei diritti umani (PPDH), insieme a Human Rights Watch, ha denunciato nel dicembre 2019 l'abuso, lo sfruttamento e l'abbandono trascurati di migliaia di bambini talibé nelle scuole coraniche tradizionali. Il governo senegalese è stato accusato di negligenza e di non aver fatto abbastanza per affrontare gli abusi diffusi e cronici subiti dai bambini nelle scuole religiose.
L'Organizzazione internazionale del lavoro (ILO) ha ritenuto che la pratica dello sfruttamento dei talibé a scopo lavorativo rientri anche nell'ambito della Convenzione sulle peggiori forme di lavoro minorile. Questo perché, a suo avviso, l'accattonaggio forzato è simile alla schiavitù e perché il lavoro espone i bambini a una serie di pericoli per il loro benessere.
Alcune ONG sostengono che, quando un marabutto ottiene la custodia di un talibé per costringere il bambino a mendicare, ciò soddisfa la definizione di pratica "simile alla schiavitù", come definita dalla Convenzione supplementare sull'abolizione della schiavitù. Tale convenzione stabilisce che l’accoglienza di un bambino “allo scopo di sfruttare il bambino o l’adolescente o il suo lavoro” è una pratica affine alla schiavitù soggetta alla convenzione.
A volte i talibé vengono richiesti dai loro marabutti per soddisfare una quota di denaro o alimenti di base. Il mancato rispetto di tale quota può provocare abusi fisici. Human Rights Watch ha documentato ragazzi che mostravano cicatrici e lividi, solitamente derivanti dall'applicazione di cavi elettrici, mazze e bastoni.
In alcune daara, un talibé più anziano o un assistente marabutto sarà responsabile di punire i talibé più giovani che non restituiscono la loro quota giornaliera o tornano in ritardo. In altri casi, un marabutti potrebbe non supervisionare i bambini che vivono nella daara, lasciando che i talibé più anziani derubino i più giovani, oltre ad abusarne fisicamente e sessualmente.

###### Altri paesi
Nello Zimbabwe la politica si è adattata per garantire la sicurezza di tutte le persone di età inferiore ai sedici anni con il Children's Protection and Adoption Act, tuttavia, il governo ammette che la mancanza di risorse e capitali gioca un ruolo fondamentale nell'attuazione inadeguata della legge.
In Bangladesh, dove si contano circa 700.000 mendicanti, nel 2009 è stata approvata una legge che vieta questa pratica, anche se i funzionari segnalano alcuni problemi con l'applicazione della legge.
In Cina, il Ministero della Pubblica Sicurezza ha istituito un dipartimento che si concentra esclusivamente sul traffico di minori. Il dipartimento ha una hotline dove il pubblico chiama il 110 per segnalare casi sospetti di accattonaggio forzato, su cui le forze dell'ordine dovrebbero indagare ulteriormente. La polizia è addestrata a prendere in custodia i bambini se non è possibile stabilire un legame di sangue con il loro tutore e ad educare i genitori sull'illegalità e sui pericoli dell'accattonaggio nel caso siano loro i responsabili dell'azione del bambino. Da allora, questa politica istituita nell'aprile 2009 ha portato al recupero di 9.300 bambini.

##### Iniziative delle ONG
Molte ONG hanno avviato movimenti volti a informare il pubblico sui pericoli delle donazioni. Come riportato dall'UNICEF nel 2006, "alcuni comportamenti, come dare soldi ai bambini mendicanti, possono anche motivare indirettamente i trafficanti e i controllori a pretendere bambini". Il progetto Stop Child Begging della Tailandia della Mirror Foundation è una di queste organizzazioni che enfatizza l'eliminazione della domanda. Le loro iniziative si concentrano sull’educazione dei passanti sull’accattonaggio forzato dei cambogiani vittime della tratta all’interno del loro paese per ridurre la probabilità di donazioni.

##### Altri metodi
In Cina, dove i rapimenti e l’accattonaggio forzato dei bambini sono stati regolarmente documentati, è iniziato un movimento multimediale. Qui, i blog vengono utilizzati per pubblicizzare oltre 3.000 foto di bambini le cui famiglie ritengono siano stati rapiti allo scopo di chiedere l'elemosina, con centinaia di migliaia di follower che rimangono alla ricerca di questi bambini nei principali centri urbani. Questa campagna ha permesso ad almeno sei bambini di essere recuperati e di ricongiungersi alle loro famiglie.
Nei casi in cui l'accattonaggio è sanzionato religiosamente, l'Agenzia degli Stati Uniti per lo Sviluppo Internazionale (USAID) ha suggerito che i leader religiosi dovrebbero condannare apertamente questa pratica. Per i talibé è stato chiesto ai leader religiosi di prendere posizione contro l'accattonaggio utilizzando passaggi citati dal Corano, il che aiuterebbe a eliminare la pratica. del suo fondamento religioso. Inoltre, l'ex presidente degli Stati Uniti Clinton si era assunto la responsabilità di fornire protezione contro gli abusi sui minori attraverso i fornitori di servizi Internet (ISP) che possono aiutare le forze dell'ordine a monitorare qualsiasi attività sospetta, inclusa la pornografia infantile.

### Vendite motivate dal denaro
Nell'antica Roma, secondo Keith Bradley, Agostino scrisse che "c'erano genitori indigenti che vendevano i loro figli perché avevano bisogno di soldi".
Nel Nepal contemporaneo, i genitori di famiglie povere vendono i propri figli agli orfanotrofi (o talvolta li consegnano semplicemente senza alcun pagamento). L'orfanotrofio poi li fa passare come "orfani", garantendo un reddito agli orfanotrofi.

## Meccanismi
In generale, la tratta dei bambini si svolge in tre fasi: reclutamento, spostamento e sfruttamento. Il reclutamento avviene quando un bambino viene avvicinato da un reclutatore o, in alcuni casi, si avvicina lui stesso ad esso. Il reclutamento viene avviato in molti modi diversi: gli adolescenti possono essere sotto pressione affinché contribuiscano alle loro famiglie, i bambini possono essere rapiti o coinvolti nella tratta, oppure le famiglie possono essere anch'esse vittime della tratta. Quindi, lo spostamento avverrà – a livello locale, regionale e/o internazionale – attraverso una varietà di tipi di trasporto, tra cui l’auto, il treno, la barca o i piedi. In definitiva, l’obiettivo finale della tratta di bambini è lo sfruttamento, in base al quale i trafficanti utilizzano i servizi dei bambini per ottenere profitti illegali. Lo sfruttamento può avvenire in una varietà di forme, tra cui il lavoro forzato, lo sfruttamento sessuale e l'accattonaggio infantile, tra le altre pratiche.

### Quadro della domanda e dell'offerta
Il traffico di bambini è spesso concettualizzato utilizzando il modello economico della domanda e dell'offerta. Nello specifico, le vittime della tratta costituiscono l'“offerta”, mentre i trafficanti, e tutti coloro che traggono profitto dallo sfruttamento, forniscono la “domanda”. Vengono definiti due tipi di domanda: la domanda dei consumatori e la domanda derivata. La domanda dei consumatori è generata da persone che acquistano attivamente o passivamente i prodotti o i servizi della manodopera tratta. Un esempio di ciò potrebbe essere un turista che acquista una maglietta realizzata da un bambino vittima di tratta. La domanda derivata, invece, è generata da coloro che traggono profitto direttamente dalla pratica del traffico, come gli sfruttatori o i proprietari di fabbriche corrotti. Lo studioso Kevin Bales ha studiato approfonditamente l'applicazione di questo quadro economico a casi di tratta di esseri umani; sostiene che sia fondamentale per una comprensione accurata di come la tratta viene avviata e sostenuta. Bales, insieme agli studiosi Elizabeth M. Wheaton, Edward J. Schauer e Thomas V. Galli, hanno affermato che i governi nazionali dovrebbero attuare più attivamente politiche che riducano entrambi i tipi di domanda, lavorando così verso l’eliminazione del traffico.

### Meccanismi sociali
Varie organizzazioni internazionali, tra cui l'ILO e UN.GIFT, hanno collegato la tratta di bambini alla povertà, riferendo che è stato riscontrato che vivere in povertà aumenta la vulnerabilità dei bambini alla tratta. Tuttavia, la povertà è solo uno dei tanti "fattori di rischio" sociali che possono portare alla tratta. Come notano l'UNICEF e la Banca Mondiale, "Spesso i bambini sperimentano diversi fattori di rischio contemporaneamente, e uno di essi può fungere da fattore scatenante che mette in moto il fenomeno della tratta. Questa situazione è talvolta chiamata 'povertà plus', una situazione in cui la povertà non porta di per sé alla tratta di una persona, ma laddove un fattore “plus” come la malattia si combina con la povertà per aumentare la vulnerabilità”. L'UNICEF, UN.GIFT e diversi studiosi, tra cui Una Murray e Mike Dottridge, sostengono anche che una comprensione accurata del traffico di bambini deve incorporare un'analisi della disuguaglianza di genere. Nello specifico, in molti paesi, le ragazze corrono un rischio maggiore di essere vittime della tratta, in particolare di sfruttamento sessuale. Inoltre, queste agenzie e studiosi internazionali sostengono che dare alle donne e agli uomini la stessa voce nella politica anti-tratta è fondamentale per ridurre l'incidenza della tratta di bambini.
Studi condotti in tutta Europa hanno identificato i rischi che rendono i bambini vulnerabili allo sfruttamento, che sono anche cause e fattori che contribuiscono alla tratta di bambini. Questi includono l’emarginazione sociale ed economica, contesti familiari disfunzionali, esperienze di abbandono, abuso o violenza all’interno della famiglia o nelle istituzioni, relazioni di sfruttamento, violenza e discriminazione di genere, esperienze di vita o di lavoro in strada, situazioni di migrazione precaria e irregolare, aspirazioni al lavoro e al guadagno e limitate opportunità di entrare o rimanere nella scuola, nella formazione professionale o nel lavoro regolare. Poiché gli sforzi dei governi nazionali per migliorare le reti di sicurezza sociale possono ridurre molti di questi rischi, la tratta di bambini è considerata non solo il risultato di attività criminali ma anche un indicatore di debolezza nella capacità del governo nazionale di salvaguardare efficacemente i diritti dei bambini a uno sviluppo sano e sicuro.

## Identificazione
La complessa definizione di tratta di minori e le differenze nelle leggi e nelle interpretazioni nazionali rendono difficile l’identificazione dei minori vittime della tratta. Ad esempio, nel dibattito europeo sulla tratta dei minori manca un consenso su come distinguere la tratta da altri contesti di sfruttamento, dal dumping sociale dei migranti, dalla vendita di bambini e dal traffico di migranti. È noto che i trafficanti di esseri umani sfruttano anche i bambini per trasportare migranti attraverso i confini internazionali.
Una volta che una potenziale vittima è entrata in contatto con le autorità statali, l’identificazione del minore come vittima della tratta richiede tempo. Il processo spesso trae vantaggio da una comprensione approfondita della storia del bambino. Per un bambino che ha problemi con la legge, ascoltare la sua storia completa aiuta gli operatori sociali e i funzionari a determinare se è effettivamente vittima di un crimine, come sfruttamento, abuso o tratta. Per un minore coinvolto in un procedimento amministrativo, come una procedura di asilo, ascoltare la storia completa del minore aiuta gli operatori sociali a individuare casi di tratta. I bambini potrebbero essere riluttanti a condividere le loro storie complete con le autorità e con i professionisti designati per il benessere dei minori. Alcuni fornitori di servizi hanno riscontrato che stabilire un rapporto di fiducia e stabile con il minore incoraggia una maggiore divulgazione di esperienze di sfruttamento e tratta che altrimenti potrebbero non essere rilevate. Il processo di costruzione della fiducia può includere la concessione di servizi di assistenza e supporto per garantire sicurezza, benessere e sviluppo.
Le vittime identificate della tratta di minori hanno diritto alle garanzie speciali a cui hanno diritto tutti i minori vittime di crimini ai sensi del diritto internazionale. Tali garanzie includono il diritto alla tutela, all'assistenza e alla rappresentanza legale, alla sicurezza e alla protezione, al sostegno per il recupero fisico e psicologico e al reinserimento sociale, la regolarizzazione dello status di immigrato, il diritto al risarcimento e il diritto di agire come parte, o attore, in procedimento penale. Un'importante tutela per i bambini vittime di tratta che sono stati sfruttati in attività illegali o criminali è la “clausola di non punizione”. Ciò significa che i minori vittime di reati, compresa la tratta di esseri umani, devono essere protetti da sanzioni o procedimenti giudiziari per atti commessi in relazione alla loro situazione di vittime.
Gli articoli 19 e 32-36 della Convenzione delle Nazioni Unite sui diritti dell'infanzia vietano lo sfruttamento dei bambini in qualsiasi forma e in qualsiasi contesto. Qualsiasi minore esposto a violenza, sfruttamento o abuso può essere considerato vittima di un reato e gode dei diritti e delle prerogative correlati, compreso l'accesso all'assistenza, alla protezione e al sostegno, ai servizi di recupero e riabilitazione, all'accesso alla giustizia, con le dovute garanzie procedurali in eventuali procedimenti legali o amministrativi correlati. I bambini a rischio di sfruttamento devono essere identificati e riconosciuti come a rischio. Ciò implica che hanno diritto all’assistenza e al sostegno per prevenire il loro sfruttamento o qualsiasi altro danno derivante dai rischi. Considerando le difficoltà di identificare i bambini vittime della tratta e l’ampia protezione contro tutte le forme e i contesti di sfruttamento offerta dalla Convenzione, un approccio basato sui diritti dell’infanzia dà priorità all’identificazione dei bambini vittime di sfruttamento o di altri crimini e dei bambini a rischio. Il fatto che lo sfruttamento avvenga o meno in un contesto di tratta ha una rilevanza subordinata per il contesto dei diritti e della protezione dei minori. Potrebbe interessare principalmente le indagini delle forze dell'ordine e la procura.

## Prevalenza
È difficile ottenere stime attendibili sul numero di bambini vittime della tratta ogni anno, principalmente a causa della natura segreta e criminale di questa pratica. Spesso occorrono anni per raccogliere e stilare stime relative al traffico di minori e, di conseguenza, i dati possono sembrare inadeguati e obsoleti. Questo processo di raccolta dei dati è complicato dal fatto che pochissimi paesi pubblicano stime nazionali sul traffico di bambini. Di conseguenza, si ritiene che le statistiche disponibili sottovalutino la reale portata del problema.

### In tutto il mondo
Il traffico di bambini è stato documentato in ogni regione del mondo. Un dato ampiamente utilizzato riguardo alla prevalenza di questa pratica è fornito dall'ILO, che stima che ogni anno vengano trafficati 1,2 milioni di bambini; questa stima include il traffico transfrontaliero e interno.

### Regionale
La tratta di bambini è più diffusa nei paesi in via di sviluppo, sebbene si verifichi anche nelle economie sviluppate e industrializzate. In particolare, il Dipartimento di Stato americano pubblica un rapporto annuale sul "Traffico di persone" che fornisce ampi dati sulla prevalenza del traffico di esseri umani e di bambini nella maggior parte dei paesi. La School of Social Work dell'Università della Pennsylvania ha pubblicato uno studio secondo cui circa 300.000 giovani americani potrebbero essere a rischio di sfruttamento sessuale a fini commerciali in qualsiasi momento.

### Inghilterra

#### Storia
Secondo l'antropologo Samuel Pyeatt Menefee, nella Gran Bretagna della fine del XVII e XVIII secolo, i genitori in povertà "vendevano i loro figli (in realtà, i servizi dei loro figli, ma a tutti gli effetti anche le loro persone)". Le motivazioni di vendita erano più economiche rispetto a quelle della moglie e i prezzi, attingendo a dati limitati, "sembrano essere stati piuttosto alti". Molti dei ragazzi venduti lavoravano come spazzacamini finché non erano più abbastanza piccoli per entrare nel camino e lavorare agilmente. La prostituzione era un altro motivo per vendere un bambino, di solito una femmina. Una vendita riguardava una nipote; un'altra la vendita da parte di un uomo della figlia di una convivente che gestiva anche la sua attività. Alcuni bambini sono stati rubati e poi venduti.

## Cause
La ricerca accademica ha indicato che non esiste una causa principale per la tratta di bambini. Ci sono, tuttavia, molteplici ragioni che contribuiscono a questi numeri elevati, come la povertà, la crisi umanitaria e la mancanza di istruzione. È inoltre importante notare che la migrazione può anche essere volontaria.

### Povertà
Spesso i genitori non sono in grado di provvedere alla propria famiglia e di conseguenza sfruttano i propri figli per motivi finanziari. Questi fattori di influenza portano i bambini ad essere più propensi ad accettare lavori più rischiosi per sostenere la vita propria e delle loro famiglie. La decisione dei genitori di esporre i propri figli alla tratta di minori, a causa della povertà, non è sempre motivata da incentivi finanziari, ma anche perché la mancanza di istruzione li induce a credere che la migrazione altrove offrirà ai loro figli maggiori opportunità. A volte i bambini rimangono orfani a causa della povertà e finiscono nelle mani dei trafficanti di bambini. Si stima che nel mondo siano circa 120 milioni i bambini che vivono per strada (30 milioni in Africa, 30 milioni in Asia e 60 milioni in Sud America), rendendoli vulnerabili e quindi facili bersagli.

### Crisi umanitaria
Il traffico di bambini aumenta del 20-30% dopo i disastri naturali. Ciò è stato osservato dopo il terremoto del 2015 e quello del 2010 ad Haiti. L’aumento del traffico sessuale dopo i disastri naturali si traduce nella vittimizzazione di ragazze di età inferiore ai 18 anni. Il motivo è la maggiore vulnerabilità e instabilità finanziaria che si verifica dopo l'avvento di disastri naturali.

### Mancanza di istruzione
Inoltre, la mancanza di istruzione e alfabetizzazione rende le famiglie più vulnerabili ai trafficanti. I genitori spesso non sono consapevoli delle conseguenze negative della tratta dei bambini e mandano via volontariamente i propri figli. Inoltre, i bambini spesso non sono consapevoli dei propri diritti e non capiscono quali di essi vengono violati. È necessario educare i bambini ai loro diritti, perché ciò ridurrà la probabilità di manipolazione e di lavoro forzato nell’industria. Informare i bambini del loro diritto all’istruzione aumenterà il tasso netto di iscrizione e di completamento degli studi.

### Migrazione volontaria
Nel 2013 i giovani migranti di età compresa tra 15 e 24 anni rappresentavano il 12% della migrazione totale. Il termine “traffico di bambini” è spesso utilizzato in modo improprio quando la migrazione è volontaria. La “migrazione giovanile” si riferisce ai giovani che scelgono di lasciare le proprie case per accedere a opportunità altrove, infatti istruzione di qualità, occupazione e avventura sono spesso scarse nelle aree rurali, motivo per cui la migrazione avviene spesso dalle aree rurali a quelle urbane. L’ILO ha dichiarato che 27 milioni di giovani lasciano i loro paesi di nascita per cercare lavoro all’estero come migranti internazionali. Al fine di rendere la migrazione più sicura per i giovani, le Nazioni Unite hanno adottato la frase "Affrontare le opportunità e le sfide della migrazione è fondamentale per raggiungere uno sviluppo economico e sociale sostenibile" nei loro nuovi obiettivi di sviluppo, che saranno pubblicati nel 2030.

## Impatti

### Bambini e famiglie
Secondo UN.GIFT, la tratta di minori ha l’impatto più significativo sui bambini vittime di tratta e sulle loro famiglie. In primo luogo, la tratta può provocare la morte o lesioni permanenti del minore vittima di tratta. Ciò può derivare da una fase pericolosa di “movimento” della tratta o da aspetti specifici della fase di “sfruttamento”, come condizioni di lavoro pericolose. Inoltre, ai bambini vittime di tratta viene spesso negato l’accesso all’assistenza sanitaria, il che aumenta di fatto il rischio di lesioni gravi e di morte. I bambini vittime della tratta sono spesso soggetti anche a violenza domestica; possono essere picchiati o fatti morire di fame per garantire l'obbedienza. A differenza di molte altre forme di criminalità, il trauma vissuto dai bambini vittime della tratta è spesso prolungato e ripetuto, con gravi conseguenze psicologiche. UN.GIFT riferisce che i bambini vittime di tratta spesso soffrono di depressione, ansia e disturbo da stress post-traumatico, tra le altre condizioni.
Gravi anche gli effetti sulle famiglie, le quali credono che mandare o consentire ai propri figli di trasferirsi per trovare lavoro porterà un reddito aggiuntivo, mentre in realtà molte famiglie non vedranno mai più i propri figli vittime di tratta. Inoltre, UN.GIFT ha riscontrato che alcune forme di tratta, in particolare lo sfruttamento sessuale delle ragazze, portano "vergogna" alle famiglie. Pertanto, in alcuni casi, i bambini che riescono a sfuggire alla tratta possono tornare nelle loro famiglie solo per scoprire di essere rifiutati e ostracizzati.

### Comunità
È stato dimostrato anche che il traffico di bambini ha un effetto importante sulle comunità. Se più bambini in una comunità vengono vittime della tratta, il risultato può essere che l’intera comunità venga corrotta, e quindi devastata, dalla tratta. Gli sforzi di sviluppo sociale sono ostacolati, poiché l'istruzione dei bambini vittime di tratta viene interrotta. A causa di questa mancanza di istruzione, i bambini che sfuggono alla tratta potrebbero avere meno possibilità di trovare lavoro più avanti nella vita. Inoltre, le ragazze vittime di tratta si trovano ad affrontare ostacoli particolari, in quanto le loro prospettive di matrimonio potrebbero essere ridotte se la comunità venisse a conoscenza del fatto che sono state vittime di tratta, in particolare a fini di sfruttamento sessuale.

### Nazioni
A livello nazionale, lo sviluppo economico è gravemente ostacolato dalla mancanza di istruzione dei bambini vittime della tratta; ciò si traduce in una grave perdita di futuri lavoratori potenzialmente produttivi. I bambini che riescono a tornare con successo alle loro famiglie spesso rappresentano un onere finanziario significativo, a causa della loro mancanza di istruzione e delle malattie e degli infortuni che potrebbero aver subito durante il lavoro di tratta. Ci sono costi importanti associati alla riabilitazione di questi bambini vittime della tratta, affinché possano partecipare con successo alle loro comunità. Inoltre, la persistenza della tratta di minori indica la presenza di attività criminali prolungate e di reti criminali che, nella maggior parte dei casi, sono anche associate alla droga e alla violenza. Di conseguenza, UN.GIFT ha citato la tratta di bambini come un indicatore significativo delle minacce alla sicurezza nazionale e globale.

## Soluzioni proposte
Le soluzioni alla tratta di bambini, o "azioni contro la tratta", possono essere classificate approssimativamente in quattro categorie:
- Ampia protezione: "Prevenire il traffico di bambini ed ex vittime"
- Prevenzione: "Del reato di tratta di minori e dello sfruttamento che ne è la conseguenza"
- Forze dell'ordine: "In particolare in ambito lavorativo e in relazione alle leggi e ai regolamenti sul lavoro"
- Protezione: "Tutti i passi verso la riparazione del loro reclamo, la riabilitazione e l'aiuto alla sua stabilità".

Ampie azioni di protezione sono rivolte ai bambini che potrebbero essere potenzialmente vittime della tratta e comprendono la sensibilizzazione sul traffico di minori, in particolare nelle comunità vulnerabili. Questo tipo di azione comprende anche politiche volte a migliorare la condizione economica delle famiglie vulnerabili, in modo che siano disponibili alternative ragionevoli oltre a mandare i propri figli a lavorare. Esempi di ciò includono l’aumento delle opportunità di lavoro per gli adulti e programmi di trasferimento di denaro condizionati. Un altro importante e ampio programma di protezione che è stato prontamente approvato da UN.GIFT, ILO e UNICEF prevede di facilitare l’uguaglianza di genere, in particolare migliorando l’accesso sia dei ragazzi che delle ragazze a un’istruzione accessibile e di qualità. Altre forme di protezione e risorse sono cliniche in posizioni strategiche, acqua pulita, ambienti sostenibili e alfabetizzazione finanziaria.
Un altro modo per aumentare la consapevolezza sul traffico di bambini è che le comunità di tutto il mondo dedichino una settimana a questa situazione. Esiste inoltre la Giornata di sensibilizzazione sulla tratta di esseri umani che ricorre l'11 gennaio in tutto il mondo. Gruppi comunitari insieme alle forze dell'ordine stanno collaborando per organizzare eventi, sessioni informative approfondite e gruppi di sostegno per le vittime. Gli eventi organizzati dalle comunità potrebbero includere film, relatori ospiti, stand e molte altre iniziative che possono aiutare le persone a comprendere la gravità di questo problema. L'ICE ha una linea di assistenza per le vittime e sensibilizza le comunità statunitensi attraverso la campagna ICE In Plain Sight.
Le azioni preventive sono maggiormente focalizzate sull’affrontare la pratica effettiva della tratta di minori, in particolare attraverso l’implementazione di quadri giuridici volti sia a scoraggiare che a perseguire i trafficanti. Ciò comporta l'adozione e l'attuazione delle norme internazionali del lavoro dell'ILO, nonché lo sviluppo di pratiche di migrazione sicure e legali.
Le forze dell'ordine si riferiscono al perseguimento effettivo dei trafficanti; L’UNICEF ritiene che perseguire con successo i trafficanti di bambini sia il modo più sicuro per inviare il messaggio che il traffico di bambini non sarà tollerato. I trafficanti possono essere "catturati" in una qualsiasi delle tre fasi della tratta: reclutamento, spostamento e/o sfruttamento; le leggi contro la tratta e le leggi sul lavoro minorile devono quindi essere adeguatamente applicate e attuate adeguatamente. L'UNICEF ha suggerito anche lo sviluppo di sistemi di sorveglianza di base che consentirebbero alle comunità di segnalare immediatamente alle autorità legali segnali di traffico di bambini. Tuttavia, alcuni gruppi anti-tratta, come il Young Women's Empowerment Project, sono contrari alla collaborazione con le forze dell'ordine a causa di casi in cui le forze dell'ordine hanno avuto un ruolo nello sfruttamento della vittima. Nel giugno 2016, 14 agenti di polizia di Oakland sarebbero stati coinvolti in uno scandalo sessuale che coinvolgeva una prostituta adolescente, inclusi alcuni mentre era presumibilmente minorenne.
La protezione inizia innanzitutto con l'identificazione della vittima; Le leggi sulla tratta di minori devono definire in modo specifico e appropriato cosa costituisce una "vittima della tratta". Devono quindi essere in atto processi legali per rimuovere i bambini dalle situazioni di tratta e restituirli alle loro famiglie o ad altri contesti appropriati. Le vittime dovrebbero inoltre beneficiare di una riabilitazione fisica e psicologica individualizzata e di supporto affinché possano riprendersi. Altre opzioni sono programmi informati sul trauma, programmi di educazione alla prevenzione, centri gestiti dai sopravvissuti e altri programmi di recupero e integrazione comunitaria. Le vulnerabilità specifiche dei giovani come i senzatetto, la mancanza di famiglia, la sfiducia, la mancanza di socializzazione, le relazioni coercitive, l'abuso di sostanze e la mancanza di istruzione possono causare difficoltà nel processo di riabilitazione di alcuni bambini. Alcuni studiosi sostengono lo sviluppo basato sui diritti, in cui le vittime, i sopravvissuti e i giovani a rischio dovrebbero essere in grado di partecipare alla pianificazione di progetti e avere un coinvolgimento continuo al fine di costruire autonomia e leadership. Questo recupero può richiedere molto tempo ma, con il supporto corretto, l'individuo può lavorare per una vita funzionale.
Infine, dovrebbero essere adottate misure per evitare la “doppia vittimizzazione”, in altre parole, per garantire che i bambini precedentemente vittime della tratta siano trattati come vittime e non come criminali. Un esempio di "doppia vittimizzazione" sarebbe un bambino che è stato illegalmente trafficato a scopo di sfruttamento sessuale negli Stati Uniti e poi, una volta libero dalla tratta, viene perseguito come migrante illegale. Il progetto End Trafficking è un’iniziativa volta a sensibilizzare l’opinione pubblica sul traffico di minori e ad aiutare le persone ad agire per proteggere i bambini. L'UNICEF ha trovato modi per aiutare i bambini vittime dello sfruttamento minorile e i fattori di rischio che devono essere affrontati. Questi includono:
- Aiutare i genitori a garantire un salario dignitoso, in modo che i bambini non debbano sostenere la famiglia
- Fare pressione sui governi e su altri soggetti affinché sviluppino leggi e rafforzino i sistemi di protezione dell’infanzia per prevenire violenze e abusi
- Sostenere la formazione dei professionisti che lavorano con i bambini, della polizia e dei funzionari di frontiera per contribuire a fermare la tratta.
- Lavorare con comunità e organizzazioni per cambiare le norme sociali che rendono i bambini più vulnerabili allo sfruttamento